# ران واترمن
ران واترمن (انگلیسی: Ron Waterman؛ زادهٔ ۲۳ نوامبر ۱۹۶۵) کشتی‌گیر کشتی حرفه‌ای و ورزشکار هنرهای رزمی ترکیبی اهل ایالات متحده آمریکا است.